# Siegfried Dehn
Siegfried Wilhelm Dehn (ur. 24 lutego 1799 w Altonie, zm. 12 kwietnia 1858 w Berlinie) – niemiecki teoretyk muzyki, wydawca, nauczyciel i bibliotekarz.

## Życiorys
Dehn pochodził z rodziny bankiera, w dzieciństwie uczył się gry na wiolonczeli. Przeznaczony do kariery dyplomatycznej studiował prawo w Lipsku. Równocześnie kontynuował nauki muzyczne u J.A. Dröbsa.
Podczas pracy w Ambasadzie Szwecji w Berlinie rozwijał zainteresowania muzyczne studiując u Bernharda Kleina. W 1830 roku postanowił poświęcić się muzyce i porzucił pracę w banku. Dzięki poleceniu Giacomo Meyerbeera w 1842 roku został kustoszem zbiorów muzycznych w Bibliotece Królewskiej w Berlinie. Znacznie wzbogacił zbiory dzięki odkrytym w bibliotekach pruskich rękopisom. Wkrótce stał się znany jako teoretyk muzyki. W 1850 roku wraz z Moschelesem i Spohrem opracował zbiorowe wydanie wszystkich dzieł J.S. Bacha.
Pracował także jako pedagog. Wykształcił wielu sławnych muzyków i kompozytorów, m.in. Martina Blumnera, Petera Corneliusa, Michaiła Glinkę, Friedricha Kiela, Theodora Kullaka, Antona i Nikołaja Rubinsteina.